# El Tossal (Prats de Molló)
El Tossal és una muntanya de 1.278,6 metres del terme comunal de Prats de Molló i la Presta, de la comarca del Vallespir, a la Catalunya del Nord. Es troba en el racó sud-oriental del terme, al centre de la vall del Còrrec de Vernadell i de la Ribera del Coral, a prop i al sud-oest del santuari de la Mare de Déu del Coral, que es troba en el vessant mateix del Tossal. La masia de Cal Pubill és a prop del cim, al seu sud-oest.